# U.C.C. 2024-2025
Questa voce raccoglie le informazioni riguardanti l'U.C.C., nella sua nona stagione con il nome di Assigeco Piacenza, nelle competizioni ufficiali della stagione 2024-2025.

## Stagione
La stagione 2024-2025 dell'U.C.C. sponsorizzata Assigeco, è la 13ª nella seconda serie italiana, la Serie A2.

## Organigramma societario
Aggiornato al 28 ottobre 2024.
- Presidente: Franco Curioni
- Consiglieri: Stefano Curioni, Maurizio Lori, Sonia Sali, Sergio Galimberti, Giuseppe Grecchi, Matteo Spotti
- Direttore Sportivo: Alessandro Pagani
- Team Manager: Luigi Guselli
- Resp. Marketing: Paolo Cattivelli
- Resp. Comunicazione e telecronista: Tommaso Concardi[5]
- Telecronista: Enrico Massari[5]
- Digital Communication Specialist: Emanuele Moia[5]
- Resp. Social Media: Daniele Garlaschelli[5]
- Addetto Stampa: Jacopo Stendardo[5]
- Presidente Assigeco Basket Academy: Marcello Molaschi
- Dir. Tecnico Settore Giovanile: Humberto Manzo
- Gestione Campus: Sonia Sali
- Resp. Palabanca: Giovanni D'Ancona
- Resp. Biglietteria: Matteo Pizzaghi, Ombretta Bodini
- Segreteria: Mariangela Legranzini
- Resp. Statistiche Lega: Lorenzo Callegari, Luigi Callegari
- Speaker: Daniele Botti[5]
- Fotografo ufficiale: Mattia D'Annucci[5]
- Riprese video: Luigi Baragetti
- Logistica e servizi: Marcello Molaschi
- Addetti arbitri: Marcello Molaschi, Giuseppe Grecchi

- Allenatore: Humberto Manzo
- Assistenti: Luca Ogliari
- Preparatore Atletico: Mattia Raimondi[7]
- Assistente Preparatore Atletico: Nicola Perotti[7]
- Medico: Gianluca Concardi[8]
- Fisioterapista: Giovanni Iori, Giorgio Angiolini[8]

## Roster
Aggiornato al 20 gennaio 2025.
| Assigeco Piacenza 2024-25 | Assigeco Piacenza 2024-25 |
| Giocatori                 | Staff tecnico             |
| ------------------------- | ------------------------- |

| N. | Naz.                                                 | Ruolo | Nome                 | Anno | Alt.   | Peso   |  |
| -- | ---------------------------------------------------- | ----- | -------------------- | ---- | ------ | ------ |  |
| 0  | Italia (bandiera)                                    | GA    | Luca Ciocca          | 2007 | 188 cm | 80 kg  |  |
| 1  | Stati Uniti (bandiera) · Belgio (bandiera)           | AG    | Michael Gilmore      | 1995 | 208 cm | 95 kg  |  |
| 2  | Serbia (bandiera)                                    | GA    | Nemanja Gajić        | 2001 | 196 cm | 95 kg  |  |
| 3  | Stati Uniti (bandiera)                               | PG    | Desonta Bradford     | 1996 | 193 cm | 92 kg  |  |
| 4  | Stati Uniti (bandiera)                               | C     | Nate Grimes          | 1996 | 203 cm | 102 kg |  |
| 5  | Italia (bandiera)                                    | AG    | Luca Dicorato Romano | 2007 | 200 cm | 90 kg  |  |
| 6  | Italia (bandiera)                                    | AP    | Pietro Angeletti     | 2007 | 193 cm | 82 kg  |  |
| 8  | Austria (bandiera) · Bosnia ed Erzegovina (bandiera) | AG    | Omer Suljanović      | 2005 | 201 cm | 86 kg  |  |
| 11 | Argentina (bandiera) · Italia (bandiera)             | P     | Umberto Manzo        | 2008 | 175 cm | 75 kg  |  |
| 12 | Italia (bandiera)                                    | AP    | Samuele Angeletti    | 2007 | 195 cm | 80 kg  |  |
| 13 | Benin (bandiera)                                     | C     | Ursulo D'Almeida     | 2001 | 200 cm | 95 kg  |  |
| 21 | Italia (bandiera)                                    | PG    | Lorenzo Querci (C)   | 2001 | 194 cm | 98 kg  |  |
| 23 | Stati Uniti (bandiera)                               | G     | Derrick Marks        | 1993 | 191 cm | 93 kg  |  |
| 25 | Italia (bandiera)                                    | P     | Gianmarco Fiorillo   | 2005 | 186 cm | 84 kg  |  |
| 26 | Sudan del Sud (bandiera)                             | C     | Kuot Yak Deng Kuot   | 2007 | 202 cm | 91 kg  |  |
| 32 | Italia (bandiera)                                    | G     | Federico Bonacini    | 1999 | 190 cm | 87 kg  |  |
| 33 | Italia (bandiera)                                    | AG    | Michele Serpilli     | 1999 | 200 cm | 95 kg  |  |
| 40 | Italia (bandiera)                                    | P     | Saverio Bartoli      | 2000 | 194 cm | 89 kg  |  |
| 75 | Italia (bandiera)                                    | GA    | Niccolò Filoni       | 2001 | 198 cm | 92 kg  |  |

| Allenatore                                                                 |
| - Humberto Manzo                                                           |
| Assistente/i                                                               |
| - Luca Ogliari Legenda - (C) Capitano - (IN) Inattivo - Infortunato Roster |

## Mercato

### Sessione estiva
| Acquisti | Acquisti         | Acquisti         | Acquisti   | Acquisti |
| R.       | Nome             | da               | Modalità   |          |
| -------- | ---------------- | ---------------- | ---------- | -------- |
| P        | Saverio Bartoli  | Scaligera Verona | definitivo |          |
| AG       | Omer Suljanović  | Pall. Reggiana   | prestito   |          |
| PG       | Desonta Bradford | Free agent       | definitivo |          |
| C        | Nate Grimes      | KB Ylli          | definitivo |          |

| Cessioni | Cessioni          | Cessioni          | Cessioni   | Cessioni |
| R.       | Nome              | a                 | Modalità   |          |
| -------- | ----------------- | ----------------- | ---------- | -------- |
| GA       | Giovanni Veronesi | Dinamo Sassari    | definitivo |          |
| P        | Filippo Gallo     | Pall. Reggiana    | definitivo |          |
| C        | Matteo Gherardini | San Severo        | definitivo |          |
| P        | Gherardo Sabatini | Fortitudo Bologna | definitivo |          |
| AG       | Milos Joksimović  | Virtus Siena      | definitivo |          |
| AC       | Brady Skeens      | Krka Novo mesto   | definitivo |          |
| A        | Malcolm Miller    | Taipei Mars       | definitivo |          |

### Dopo l'inizio della stagione
| Acquisti | Acquisti        | Acquisti        | Acquisti         | Acquisti   |
| R.       | Nome            | da              | Data             | Modalità   |
| -------- | --------------- | --------------- | ---------------- | ---------- |
| GA       | Nemanja Gajić   | Free agent      | 24 ottobre 2024  | definitivo |
| G        | Derrick Marks   | UEB Cividale    | 24 dicembre 2024 | definitivo |
| AG       | Michael Gilmore | T. Büyükçekmece | 10 gennaio 2025  | definitivo |

| Cessioni | Cessioni         | Cessioni     | Cessioni         | Cessioni   |
| R.       | Nome             | da           | Data             | Modalità   |
| -------- | ---------------- | ------------ | ---------------- | ---------- |
| PG       | Desonta Bradford | Pall. Varese | 26 dicembre 2024 | definitivo |
| C        | Nate Grimes      | Free agent   | 16 gennaio 2025  | definitivo |

## Risultati

### Serie A2

#### Regular season

##### Girone di andata
| Arbitri: | Pazzaglia (Pesaro) Giovannetti (Recanati) Cassinadri (Bibbiano) |

|                                    |            |                                    |
| Johnson 19 Monaldi 12 Spanghero 11 | Punti      | 22 Bradford 20 Serpilli 10 Bartoli |
| Pollone 5                          | Assist     | 4 Bradford, Filoni                 |
| Johnson 6                          | Rimbalzi   | 20 Grimes                          |
| Alessandro Rossi                   | Allenatori | Stefano Salieri                    |

| Arbitri: | Rudellat (Nuoro) Cappello (Porto Empedocle) Gai (Roma) |

|                                   |            |                               |
| Bradford 27 Grimes 17 Serpilli 13 | Punti      | 21 Grande 17 Marini 13 Camara |
| Bradford 8                        | Assist     | 7 Robinson                    |
| Grimes 8                          | Rimbalzi   | 9 Johnson                     |
| Stefano Salieri                   | Allenatori | Sandro Dell'Agnello           |

| Arbitri: | Salustri (Roma) Costa (Livorno) Rezzoagli (Rapallo) |

|                              |            |                                 |
| Gentile 19 Potts 15 Amato 13 | Punti      | 29 Grimes 12 Serpilli 11 Querci |
| Amato 9                      | Assist     | 7 Bradford                      |
| Gentile, Potts, Udanoh 6     | Rimbalzi   | 9 Grimes                        |
| Marco Cardani                | Allenatori | Stefano Salieri                 |

| Arbitri: | Bartoli (Trieste) Pecorella (Trani) Praticò (Reggio Calabria) |

|                                          |            |                                            |
| DeVoe, Guariglia 18 Williams 16 Costi 11 | Punti      | 23 Grimes 14 Bradford, D'Almeida 10 Filoni |
| Vencato 7                                | Assist     | 6 Bartoli                                  |
| Guariglia 8                              | Rimbalzi   | 8 Grimes                                   |
| Franco Ciani                             | Allenatori | Stefano Salieri                            |

| Arbitri: | Nuara (Treviso) Perocco (Ponzano Veneto) Settepanella (Roseto degli Abruzzi) |

|                                           |            |                                      |
| Filoni 20 Bradford 19 Grimes, Bonacini 10 | Punti      | 25 Mussini 24 Earlington 12 Bortolín |
| Bradford 5                                | Assist     | 7 Mussini                            |
| Grimes 10                                 | Rimbalzi   | 8 Earlington                         |
| Stefano Salieri                           | Allenatori | Alessandro Crotti                    |

| Arbitri: | Maschio (Firenze) Martellosio (Milano) Rodia (Avellino) |

|                                 |            |                                        |
| Stefanini 26 Oduro 17 Peroni 14 | Punti      | 17 Bradford, Grimes 9 Bartoli 8 Filoni |
| Rossi, Stefanini 5              | Assist     | 6 Bartoli                              |
| Oduro 16                        | Rimbalzi   | 16 Grimes                              |
| Lorenzo Pansa                   | Allenatori | Stefano Salieri                        |

| Arbitri: | Boscolo Nale (Chioggia) Pellicani (Ronchi dei Legionari) Morassutti (Gradisca d'Isonzo) |

|                                    |            |                                                        |
| Bonacini 23 D'Almeida 17 Grimes 12 | Punti      | 18 Alibegović 12 Caroti 11 Johnson, Hickey, Stefanelli |
| Bartoli 7                          | Assist     | 7 Hickey, Da Ros                                       |
| Grimes, D'Almeida 6                | Rimbalzi   | 10 Johnson                                             |
| Humberto Manzo                     | Allenatori | Adriano Vertemati                                      |

| Arbitri: | Radaelli (Porto Empedocle) Cappello (Porto Empedocle) D'Amato (Tivoli) |

|                             |            |                                           |
| Polanco 22 Brown 16 Tortu 8 | Punti      | 19 Serpilli 12 Bradford 10 Querci, Grimes |
| Brown 6                     | Assist     | 7 Bartoli                                 |
| La Torre 6                  | Rimbalzi   | 8 Grimes                                  |
| Luca Bechi                  | Allenatori | Humberto Manzo                            |

| Arbitri: | Barbiero (Milano) Tirozzi (Bologna) Luchi (Prato) |

|                                    |            |                                          |
| Bartoli 20 Serpilli 18 Bradford 15 | Punti      | 23 Stewart, Mouaha 10 Iannuzzi 7 Woodson |
| Bartoli 11                         | Assist     | 3 Donadio, Mouaha                        |
| Grimes, Serpilli 5                 | Rimbalzi   | 8 Iannuzzi, Stewart                      |
| Humberto Manzo                     | Allenatori | Luca Dalmonte                            |

| Arbitri: | Ursi (Livorno) Lupelli (Roma) Coraggio (Roma) |

|                                           |            |                                         |
| Davis 25 Sperduto, Berdini 14 Henderson 8 | Punti      | 13 Grimes 11 Bonacini 7 Filoni          |
| Berdini 4                                 | Assist     | 4 Bradford                              |
| Henderson 9                               | Rimbalzi   | 5 Bradford, D'Almeida, Bonacini, Filoni |
| Emanuele Di Paolantonio                   | Allenatori | Humberto Manzo                          |

| Arbitri: | Attard (Sesto Fiorentino) Puccini (Genova) Roca (Avellino) |

|                                                  |            |                                        |
| Bonacini 17 Bradford 13 Querci, Grimes 11        | Punti      | 28 Redivo 11 Dell'Agnello 9 Mastellari |
| Bradford 8                                       | Assist     | 7 Rota                                 |
| Grimes, Bartoli, D'Almeida, Serpilli, Bonacini 5 | Rimbalzi   | 9 Mastellari                           |
| Humberto Manzo                                   | Allenatori | Stefano Pillastrini                    |

| Arbitri: | Costa (Livorno) Cassinadri (Bibbiano) Fiore (Napoli) |

|                                      |            |                                          |
| Radonjić 16 Fantoma 15 Laquintana 12 | Punti      | 15 Serpilli 12 Grimes, Filoni 8 Bradford |
| Almeida, Calzavara 3                 | Assist     | 5 Bradford, Bonacini                     |
| Radonjić, Calzavara 6                | Rimbalzi   | 5 Bradford                               |
| Piero Bucchi                         | Allenatori | Humberto Manzo                           |

| Arbitri: | Cassina (Desio) Bonotto (Ravenna) Longo (Padova) |

|                                         |            |                                |
| Bradford 19 Grimes, Bartoli 16 Filoni 7 | Punti      | 27 Montano 20 Taylor 11 Schina |
| Bradford 7                              | Assist     | 10 Schina                      |
| Grimes, Filoni, Serpilli 5              | Rimbalzi   | 13 Ajayi                       |
| Humberto Manzo                          | Allenatori | Matteo Boniciolli              |

| Arbitri: | Pellicani (Ronchi dei Legionari) Di Martino (Santa Maria la Carità) Barbieri (Roma) |

|                                                       |            |                                  |
| Cinciarini, Pascolo 15 Harper, Perković 13 Gaspardo 9 | Punti      | 20 Bradford 18 Grimes 16 Bartoli |
| Tavernelli 5                                          | Assist     | 4 Bradford                       |
| Gaspardo 10                                           | Rimbalzi   | 10 Grimes                        |
| Antimo Martino                                        | Allenatori | Humberto Manzo                   |

| Arbitri: | Wassermann (Trieste) Martellosio (Milano) Cattani (Cittaducale) |

|                                               |            |                               |
| Bonacini 19 Serpilli, Bartoli 15 D'Almeida 10 | Punti      | 24 Freeman 15 Gabriel 13 Mian |
| Bradford 7                                    | Assist     | 11 Fantinelli                 |
| Bartoli 7                                     | Rimbalzi   | 8 Bolpin                      |
| Humberto Manzo                                | Allenatori | Attilio Caja                  |

| Arbitri: | Gagliardi (Anagni) Cappello (Porto Empedocle) Tarascio (Priolo Gargallo) |

|                                             |            |                                              |
| Serpilli 20 Bartoli 14 Bradford, Bonacini 9 | Punti      | 19 King 13 Bucarelli 10 Ahmad, De Laurentiis |
| Bartoli 7                                   | Assist     | 6 Ahmad                                      |
| Grimes, Filoni 7                            | Rimbalzi   | 9 Ahmad                                      |
| Humberto Manzo                              | Allenatori | Spiro Leka                                   |

| Arbitri: | Attard (Priolo Gargallo) Gai (Roma) Luchi (Prato) |

|                                       |            |                                          |
| Fantoni, Hooker 12 Banks 11 Filloy 10 | Punti      | 16 Bartoli 10 Querci, D'Almeida 9 Filoni |
| Filloy, Hooker 4                      | Assist     | 3 Bonacini                               |
| Buca 7                                | Rimbalzi   | 8 Grimes                                 |
| Marco Andreazza                       | Allenatori | Humberto Manzo                           |

| Arbitri: | Ursi (Livorno) Masi (Firenze) Picchi (Ferentino) |

|                                 |            |                                      |
| Marks 23 Bartoli 17 Serpilli 11 | Punti      | 17 Basile 15 Valentini 13 Moraschini |
| Bartoli 7                       | Assist     | 7 De Nicolao                         |
| Bartoli 9                       | Rimbalzi   | 10 Baldi Rossi                       |
| Humberto Manzo                  | Allenatori | Nicola Brienza                       |

| Arbitri: | Radaelli (Porto Empedocle) Praticò (Reggio Calabria) Castellano (Legnano) |

|                                   |            |                                 |
| Cannon 20 Copeland 15 Esposito 13 | Punti      | 21 Marks 16 Serpilli 10 Bartoli |
| Penna 10                          | Assist     | 5 Bartoli                       |
| Udom, Bartoli 6                   | Rimbalzi   | 8 D'Almeida, Serpilli           |
| Alessandro Ramagli                | Allenatori | Humberto Manzo                  |

##### Girone di ritorno
| Arbitri: | Cassina (Desio) Giovannetti (Recanati) Giunta (Ragusa) |

|                                              |            |                                  |
| Earlington 20 Mussini 15 Lewis, Jurkatamm 12 | Punti      | 19 Bartoli 16 Filoni 14 Bonacini |
| Earlington, Mussini 4                        | Assist     | 7 Bartoli                        |
| Bortolín 9                                   | Rimbalzi   | 7 Grimes, Serpilli               |
| Alessandro Crotti                            | Allenatori | Humberto Manzo                   |

| Arbitri: | Attard (Sesto Fiorentino) Costa (Livorno) Yang Yao (Vigasio) |

|                                   |            |                                  |
| Marks 21 Serpilli 19 D'Almeida 11 | Punti      | 22 Berdini 20 Davis 13 Benvenuti |
| Marks 4                           | Assist     | 5 Berdini                        |
| D'Almeida, Serpilli 9             | Rimbalzi   | 10 Berdini                       |
| Humberto Manzo                    | Allenatori | Emanuele Di Paolantonio          |

| Arbitri: | Ferretti (Nereto) Pecorella (Trani) Barbieri (Roma) |

|                                 |            |                                 |
| Bolpin 14 Freeman 13 Aradori 12 | Punti      | 19 Serpilli 14 Bartoli 9 Filoni |
| Bolpin 6                        | Assist     | 7 Bartoli                       |
| Freeman 13                      | Rimbalzi   | 10 Serpilli                     |
| Attilio Caja                    | Allenatori | Humberto Manzo                  |

| Arbitri: | Vita (Ancona) Puccini (Genova) Luchi (Prato) |

|                                                  |            |                                             |
| Grande 20 Johnson, Marini, Robinson 14 Camara 12 | Punti      | 18 Serpilli 16 Bonacini 12 Gilmore, Bartoli |
| Grande 4                                         | Assist     | 7 Bartoli                                   |
| Johnson, Camara 11                               | Rimbalzi   | 6 Serpilli                                  |
| Sandro Dell'Agnello                              | Allenatori | Humberto Manzo                              |

| Arbitri: | Bartoli (Trieste) Terranova (Ferrara) Di Martino (Santa Maria la Carità) |

|                                   |            |                              |
| Marks 34 Serpilli 13 D'Almeida 12 | Punti      | 22 Amato 20 Gentile 13 Ndzie |
| Marks 6                           | Assist     | 7 Gentile                    |
| Filoni 9                          | Rimbalzi   | 8 Gentile, Ndzie             |
| Humberto Manzo                    | Allenatori | Marco Cardani                |

| Arbitri: | Pellicani (Ronchi dei Legionari) Roiaz (Muggia) Settepanella (Roseto degli Abruzzi) |

|                              |            |                               |
| King 26 Ahmad 22 Petrović 17 | Punti      | 18 Filoni 17 Gilmore 16 Marks |
| Imbrò 7                      | Assist     | 7 Marks                       |
| De Laurentiis, Maretto 5     | Rimbalzi   | 5 Gilmore                     |
| Spiro Leka                   | Allenatori | Humberto Manzo                |

| Arbitri: | Cassina (Desio) Grappasonno (Lanciano) Fiore (Pompei) |

|                                          |            |                                 |
| Marks 30 Serpilli, Bonacini 12 Gilmore 8 | Punti      | 18 Tortù 15 Polanco 13 Barbante |
| Bartoli, Filoni 4                        | Assist     | 5 Massone                       |
| Serpilli 7                               | Rimbalzi   | 8 Massone                       |
| Humberto Manzo                           | Allenatori | Luca Bechi                      |

| Arbitri: | Centonza (Grottammare) Yang Yao (Vigasio) Barbieri (Roma) |

|                                                         |            |                                           |
| McGee 18 Moraschini, Hogue 13 Baldi Rossi, Valentini 10 | Punti      | 15 Serpilli 14 Gilmore, Marks 7 D'Almeida |
| Moraschini 5                                            | Assist     | 6 Marks                                   |
| Hogue 8                                                 | Rimbalzi   | 6 Marks                                   |
| Nicola Brienza                                          | Allenatori | Humberto Manzo                            |

| Arbitri: | Giovanetti (Recanati) Moretti (Marsciano) Bertuccioli (Pesaro) |

|                                           |            |                                   |
| Marks 23 Serpilli 16 Bartoli, Bonacini 10 | Punti      | 22 Simmons 16 Williams 14 Bertini |
| Marks 6                                   | Assist     | 5 Williams                        |
| D'Almeida 12                              | Rimbalzi   | 11 Williams                       |
| Humberto Manzo                            | Allenatori | Franco Ciani                      |

| Arbitri: | Attard (Sesto Fiorentino) Barbiero (Milano) Ugolini (Forlì) |

|                                   |            |                                                      |
| Alibegović 23 Ikangi 18 Caroti 16 | Punti      | 15 Bonacini 13 Gilmore, Serpilli 10 D'Almeida, Marks |
| Hickey 6                          | Assist     | 9 Bartoli                                            |
| Da Ros 8                          | Rimbalzi   | 6 Serpilli                                           |
| Adriano Vertemati                 | Allenatori | Humberto Manzo                                       |

| Arbitri: | Boscolo Nale (Chioggia) De Biase (Treviso) Maschietto (Casale sul Sile) |

|                                   |            |                                             |
| Marks 23 D'Almeida 12 Serpilli 10 | Punti      | 17 Mack 16 Rossi 8 Peroni, Stefanini, Smith |
| Bartoli 7                         | Assist     | 5 Leardini                                  |
| D'Almeida 9                       | Rimbalzi   | 11 Rossi                                    |
| Humberto Manzo                    | Allenatori | Lorenzo Pansa                               |

| Arbitri: | Ferretti (Nereto) Cassinadri (Bibbiano) Picchi (Ferentino) |

|                                        |            |                                  |
| Lamb 23 Redivo, Ferrari 17 Marangon 13 | Punti      | 16 Marks 13 Bonacini 11 Serpilli |
| Dell'Agnello 6                         | Assist     | 6 Bartoli                        |
| Ferrari 7                              | Rimbalzi   | 7 Gilmore                        |
| Stefano Pillastrini                    | Allenatori | Humberto Manzo                   |

| Arbitri: | Miniati (Firenze) Praticò (Reggio Calabria) Agnese (Barano d'Ischia) |

|                                   |            |                              |
| Gilmore 21 Serpilli 17 Bartoli 16 | Punti      | 19 Allinei 15 Buca 14 Hooker |
| Bartoli 7                         | Assist     | 9 Banks                      |
| Gilmore, Bartoli 6                | Rimbalzi   | 9 Fantoni                    |
| Humberto Manzo                    | Allenatori | Gennaro Di Carlo             |

| Arbitri: | Maschio (Firenze) D'Amato (Tivoli) Rodia (Avellino) |

|                                |            |                                                |
| Gilmore 22 Marks 16 Bartoli 13 | Punti      | 25 Harper, Perković 15 Gaspardo 12 Parravicini |
| Bartoli 9                      | Assist     | 4 Tavernelli, Perković                         |
| Gilmore 8                      | Rimbalzi   | 7 Gaspardo                                     |
| Humberto Manzo                 | Allenatori | Antimo Martino                                 |

| Arbitri: | Ursi (Livorno) Puccini (Genova) Di Martino (Santa Maria la Carità) |

|                                         |            |                                                  |
| Stewart 19 Iannuzzi, Mouaha 13 Smith 10 | Punti      | 17 Serpilli 13 Bartoli 11 Gilmore, Derrick Marks |
| Smith, Iannuzzi 3                       | Assist     | 5 Bartoli                                        |
| Iannuzzi 11                             | Rimbalzi   | 8 Serpilli                                       |
| Matteo Mecacci                          | Allenatori | Humberto Manzo                                   |

| Arbitri: | Radaelli (Porto Empedocle) Cappello (Porto Empedocle) Tirozzi (Bologna) |

|                                |            |                                     |
| Marks 23 Gilmore 19 Bartoli 17 | Punti      | 24 Laquintana 18 Ogden 12 Calzavara |
| Bartoli 6                      | Assist     | 6 Ogden, Laquintana                 |
| Serpilli 11                    | Rimbalzi   | 7 Ogden, Radonjić                   |
| Humberto Manzo                 | Allenatori | Piero Bucchi                        |

| Arbitri: | Attard (Sesto Fiorentino) Bonotto (Ravenna) Barbieri (Roma) |

|                                            |            |                                     |
| Suljanović 18 Serpilli, Bartoli 17 Marks 8 | Punti      | 20 Cannon 17 Bartoli 13 Airhienbuwa |
| Marks 6                                    | Assist     | 8 Palumbo                           |
| Gilmore 7                                  | Rimbalzi   | 12 Palumbo                          |
| Humberto Manzo                             | Allenatori | Alessandro Ramagli                  |

| Arbitri: | Wassermann (Trieste) Maschietto (Casale sul Sile) Cattani (Cittaducale) |

|                                       |            |                                 |
| Taylor 22 Ajayi, Severini 15 Gallo 12 | Punti      | 21 Marks 17 Gilmore 14 Bonacini |
| Taylor 4                              | Assist     | 3 Marks                         |
| Ladurner 6                            | Rimbalzi   | 12 Gilmore                      |
| Paolo Moretti                         | Allenatori | Humberto Manzo                  |

| Arbitri: | Bartoli (Trieste) Gai (Roma) Chersicla (Oggiono) |

|                                     |            |                                                       |
| Serpilli 22 Suljanović 15 Querci 12 | Punti      | 14 Spencer 12 Piunti, Cicchetti 11 Spanghero, Monaldi |
| Bartoli 3                           | Assist     | 7 Spanghero                                           |
| Serpilli 13                         | Rimbalzi   | 13 Spencer                                            |
| Humberto Manzo                      | Allenatori | Alessandro Rossi                                      |

## Statistiche
Aggiornate al 16 maggio 2025.

### Andamento in campionato

#### Regular season
| Giornata  | 1  | 2  | 3  | 4  | 5  | 6  | 7  | 8  | 9  | 10 | 11 | 12 | 13 | 14 | 15 | 16 | 17 | 18 | 19 | 20 | 21 | 22 | 23 | 24 | 25 | 26 | 27 | 28 | 29 | 30 | 31 | 32 | 33 | 34 | 35 | 36 | 37 | 38 |
| --------- | -- | -- | -- | -- | -- | -- | -- | -- | -- | -- | -- | -- | -- | -- | -- | -- | -- | -- | -- | -- | -- | -- | -- | -- | -- | -- | -- | -- | -- | -- | -- | -- | -- | -- | -- | -- | -- | -- |
| Luogo     | T  | C  | T  | T  | C  | T  | C  | T  | C  | T  | C  | T  | C  | T  | C  | C  | T  | C  | T  | T  | C  | T  | T  | C  | T  | C  | T  | C  | T  | C  | T  | C  | C  | T  | C  | C  | T  | C  |
| Risultato | P  | P  | P  | P  | P  | P  | P  | V  | V  | P  | P  | P  | P  | P  | V  | P  | P  | P  | P  | P  | P  | P  | P  | V  | P  | V  | P  | V  | P  | P  | P  | P  | P  | P  | V  | P  | P  | P  |
| Posizione | 17 | 20 | 20 | 20 | 20 | 20 | 20 | 19 | 19 | 20 | 20 | 20 | 20 | 20 | 20 | 20 | 20 | 20 | 20 | 20 | 20 | 20 | 20 | 20 | 20 | 20 | 20 | 20 | 20 | 20 | 20 | 20 | 20 | 20 | 20 | 20 | 20 | 20 |

Legenda:

Luogo: C = Casa; T = Trasferta. Risultato: V = Vittoria; N = Pareggio; P = Sconfitta.

### Statistiche di squadra
| Competizione           | Punti | In casa | In casa | In casa | In casa | In casa | In trasferta | In trasferta | In trasferta | In trasferta | In trasferta | Totale | Totale | Totale | Totale | Totale | Totale |
| Competizione           | Punti | G       | V       | P       | Ptf     | Pts     | G            | V            | P            | Ptf          | Pts          | G      | V      | P      | Ptf    | Pts    | Diff.  |
| ---------------------- | ----- | ------- | ------- | ------- | ------- | ------- | ------------ | ------------ | ------------ | ------------ | ------------ | ------ | ------ | ------ | ------ | ------ | ------ |
| Serie A2 - Reg. season | 14    | 19      | 6       | 13      | 1530    | 1590    | 19           | 1            | 18           | 1372         | 1577         | 38     | 7      | 31     | 2902   | 3167   | -265   |

### Statistiche dei giocatori

#### In regular season
| Nome               | G  | Pun  | Min  | Falli | Falli | Tiri da 2 | Tiri da 2 | Tiri da 2 | Tiri da 3 | Tiri da 3 | Tiri da 3 | Tiri Liberi | Tiri Liberi | Tiri Liberi | Rimbalzi | Rimbalzi | Rimbalzi | Stop | Stop | Palle | Palle | Ass | Val  | OER  |
| Nome               | G  | Pun  | Min  | C     | S     | R         | T         | %         | R         | T         | %         | R           | T           | %           | O        | D        | T        | D    | S    | P     | R     | Ass | Val  | OER  |
| ------------------ | -- | ---- | ---- | ----- | ----- | --------- | --------- | --------- | --------- | --------- | --------- | ----------- | ----------- | ----------- | -------- | -------- | -------- | ---- | ---- | ----- | ----- | --- | ---- | ---- |
| Luca Ciocca        | 1  | 0    | 1    | 0     | 0     | 0         | 0         | 0         | 0         | 0         | 0         | 0           | 0           | 0           | 0        | 0        | 0        | 0    | 0    | 0     | 0     | 0   | 0    | 0,00 |
| Michael Gilmore    | 18 | 200  | 390  | 52    | 55    | 65        | 119       | 55        | 10        | 46        | 22        | 40          | 60          | 67          | 26       | 75       | 101      | 4    | 6    | 33    | 16    | 9   | 184  | 0,85 |
| Nemanja Gajić      | 26 | 28   | 335  | 35    | 13    | 5         | 19        | 26        | 4         | 33        | 12        | 6           | 8           | 75          | 12       | 14       | 26       | 2    | 1    | 11    | 11    | 10  | -2   | 0,41 |
| Desonta Bradford   | 17 | 227  | 562  | 40    | 48    | 51        | 110       | 46        | 29        | 97        | 30        | 38          | 48          | 79          | 5        | 52       | 57       | 6    | 5    | 35    | 21    | 85  | 227  | 0,84 |
| Nate Grimes        | 20 | 233  | 509  | 47    | 47    | 95        | 167       | 57        | 5         | 15        | 33        | 28          | 53          | 53          | 55       | 91       | 146      | 12   | 8    | 32    | 15    | 21  | 280  | 0,94 |
| Pietro Angeletti   | 2  | 0    | 2    | 0     | 0     | 0         | 0         | 0         | 0         | 0         | 0         | 0           | 0           | 0           | 0        | 0        | 0        | 0    | 0    | 0     | 0     | 2   | 2    | 0,00 |
| Omer Suljanović    | 35 | 117  | 314  | 41    | 38    | 27        | 55        | 49        | 13        | 33        | 39        | 24          | 35          | 69          | 22       | 26       | 48       | 2    | 4    | 11    | 8     | 9   | 107  | 0,97 |
| Umberto Manzo      | 1  | 2    | 2    | 0     | 0     | 1         | 1         | 100       | 0         | 0         | 0         | 0           | 0           | 0           | 0        | 0        | 0        | 0    | 0    | 0     | 0     | 0   | 2    | 2,00 |
| Samuele Angeletti  | 1  | 0    | 1    | 0     | 0     | 0         | 1         | 0         | 0         | 0         | 0         | 0           | 0           | 0           | 0        | 0        | 0        | 0    | 0    | 0     | 0     | 0   | -1   | 0,00 |
| Ursulo D'Almeida   | 38 | 249  | 649  | 104   | 89    | 95        | 176       | 54        | 0         | 2         | 0         | 59          | 93          | 63          | 64       | 80       | 144      | 8    | 7    | 43    | 24    | 20  | 263  | 0,91 |
| Lorenzo Querci     | 30 | 159  | 614  | 72    | 21    | 25        | 62        | 40        | 32        | 123       | 26        | 13          | 20          | 65          | 11       | 44       | 55       | 0    | 8    | 20    | 21    | 36  | 57   | 0,71 |
| Derrick Marks      | 19 | 338  | 639  | 41    | 75    | 90        | 207       | 43        | 30        | 78        | 38        | 68          | 72          | 94          | 5        | 60       | 65       | 2    | 9    | 46    | 17    | 63  | 295  | 0,90 |
| Gianmarco Fiorillo | 4  | 3    | 9    | 1     | 0     | 0         | 1         | 0         | 1         | 3         | 33        | 0           | 0           | 0           | 0        | 1        | 1        | 0    | 0    | 0     | 0     | 0   | 0    | 0,75 |
| Federico Bonacini  | 36 | 332  | 799  | 105   | 127   | 93        | 178       | 52        | 27        | 124       | 22        | 65          | 107         | 61          | 21       | 88       | 109      | 10   | 8    | 89    | 59    | 64  | 275  | 0,73 |
| Michele Serpilli   | 38 | 458  | 1147 | 77    | 75    | 77        | 141       | 55        | 83        | 223       | 37        | 55          | 74          | 74          | 55       | 149      | 204      | 10   | 3    | 29    | 40    | 39  | 494  | 1,06 |
| Saverio Bartoli    | 36 | 371  | 954  | 88    | 90    | 115       | 183       | 63        | 29        | 94        | 31        | 54          | 73          | 74          | 24       | 98       | 122      | 6    | 9    | 90    | 49    | 180 | 479  | 0,90 |
| Niccolò Filoni     | 27 | 185  | 674  | 83    | 59    | 46        | 103       | 45        | 19        | 60        | 32        | 36          | 63          | 57          | 46       | 59       | 105      | 16   | 4    | 25    | 30    | 47  | 205  | 0,83 |
| Totale             | 38 | 2902 | -    | 787   | 737   | 785       | 1523      | 52        | 282       | 931       | 30        | 486         | 706         | 69          | 401      | 917      | 1318     | 78   | 72   | 474   | 311   | 585 | 3063 | 0,87 |